# Grelot (instrument)
Pour les articles homonymes, voir Grelot.
Les grelots forment un type de cloche qui produit un son distinctif, surtout lorsqu'ils sont employés en grand nombre, dénommé « jingle » en anglais — d'où le nom jingle bell, sous lequel ces instruments sont parfois désignés. Ils trouvent leur utilisation dans de nombreux domaines comme instruments de percussion, et sont parfois accordés et utilisés comme une alternative moins coûteuse pour des petites cloches « classiques ».

## Histoire

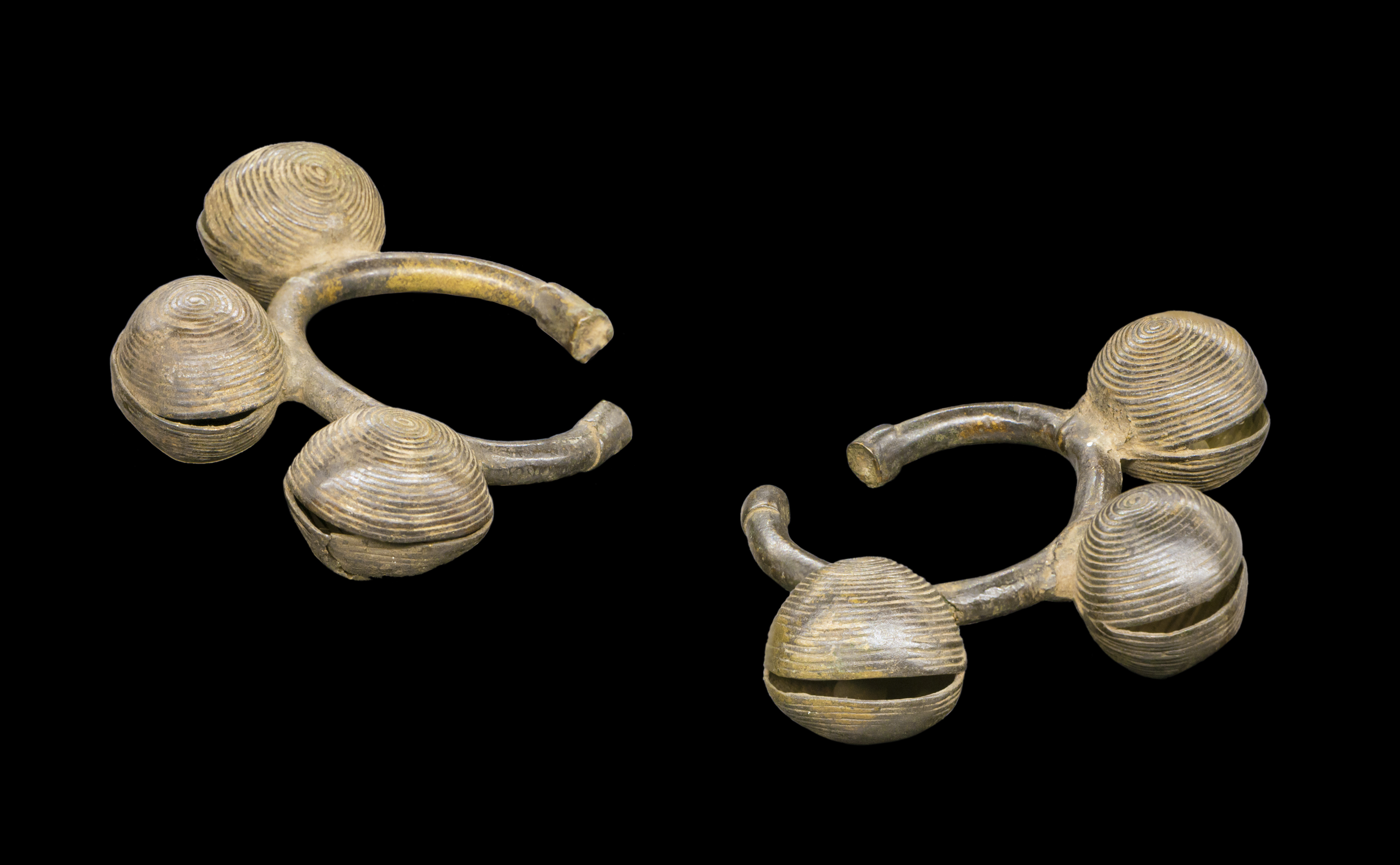
Bracelet de cheville - culture Dan

Les grelots sont représentés dès le Moyen-Âge dans l'iconographie, parfois comme instruments symboliques parodiques ou parfois comme parure, notamment dans la musique profane, humaine ou animale.

## Emploi dans l'orchestre

### Ballets
- L'Homme et son désir, op. 48 de Darius Milhaud d'après Paul Claudel (1917-1918).

### Musique symphonique

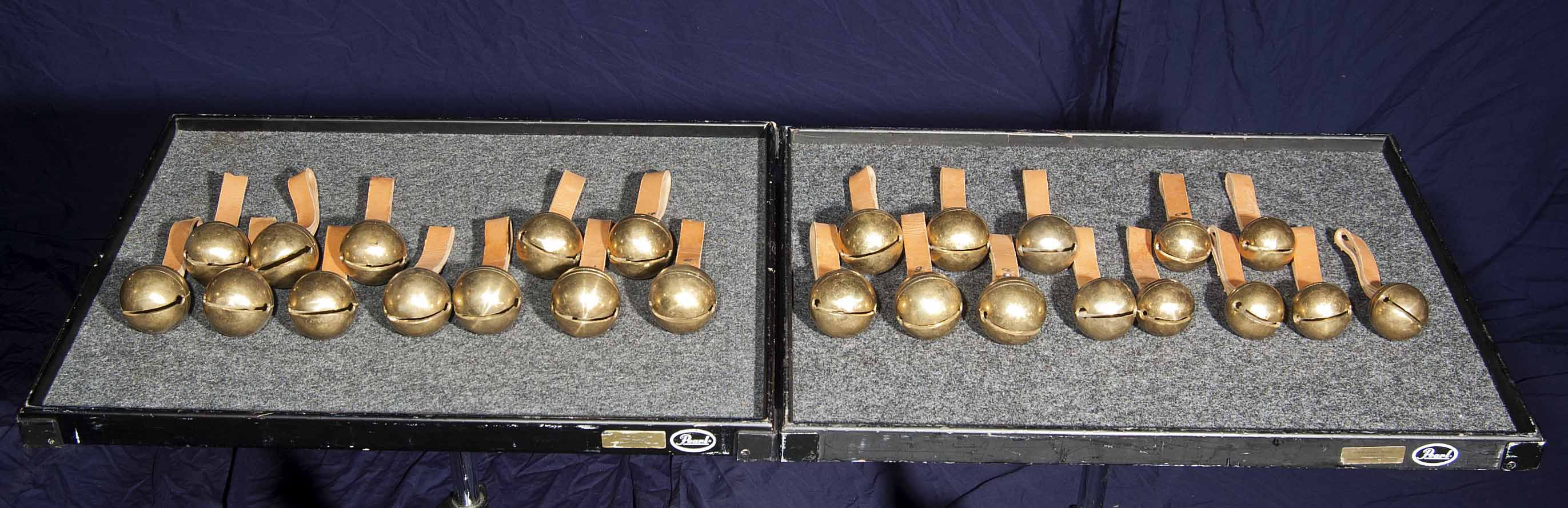
Grelots accordés chromatiquement

- 4e symphonie de Gustav Mahler (1900) ;
- Katja Kabanova de Leoš Janáček (1921) ;
- Amériques d'Edgar Varèse[1] (1928) ;
- Lieutenant Kijé, op. 60, suite symphonique de Serge Prokofiev (1934) ;
- 2d Concerto pour trompette d'André Jolivet (1954).

### Musique expérimentale
- Ionisation d'Edgar Varèse[2] (1933)